# Гутовська сільська рада
Гутовська сільська́ ра́да (біл. Гутаўскі сельсавет) — колишня адміністративно-територіальна одиниця у складі Дорогичинського району Берестейської області Білорусі. Адміністративним центром було село Гутово.

## Історія
17 вересня 2013 року сільська рада ліквідована, її територія та населені пункти увійшли до складу Дорогичинської сільської ради.

## Склад ради
Населені пункти, що підпорядковувалися сільській раді станом на 2009 рік:
| Населений пункт | Тип  | Населення, осіб (2009) |
| --------------- | ---- | ---------------------- |
| Вавуличі        | село | 133                    |
| Гутово          | село | 450                    |
| Дроботи         | село | 103                    |
| Огдемер         | село | 208                    |
| Сороцні         | село | 107                    |

## Населення
За переписом населення Білорусі 2009 року чисельність населення сільської ради становила 1001 особа.

### Національність
Розподіл населення за рідною національністю за даними перепису 2009 року:
| Національність               | Осіб | Відсоток |
| ---------------------------- | ---- | -------- |
| білоруси                     | 973  | 97,20 %  |
| росіяни                      | 18   | 1,80 %   |
| українці                     | 7    | 0,70 %   |
| поляки                       | 1    | 0,10 %   |
| молдовани                    | 1    | 0,10 %   |
| дві та більше національності | 1    | 0,10 %   |
| Разом                        | 1001 | 100 %    |